# Cuba bizantina

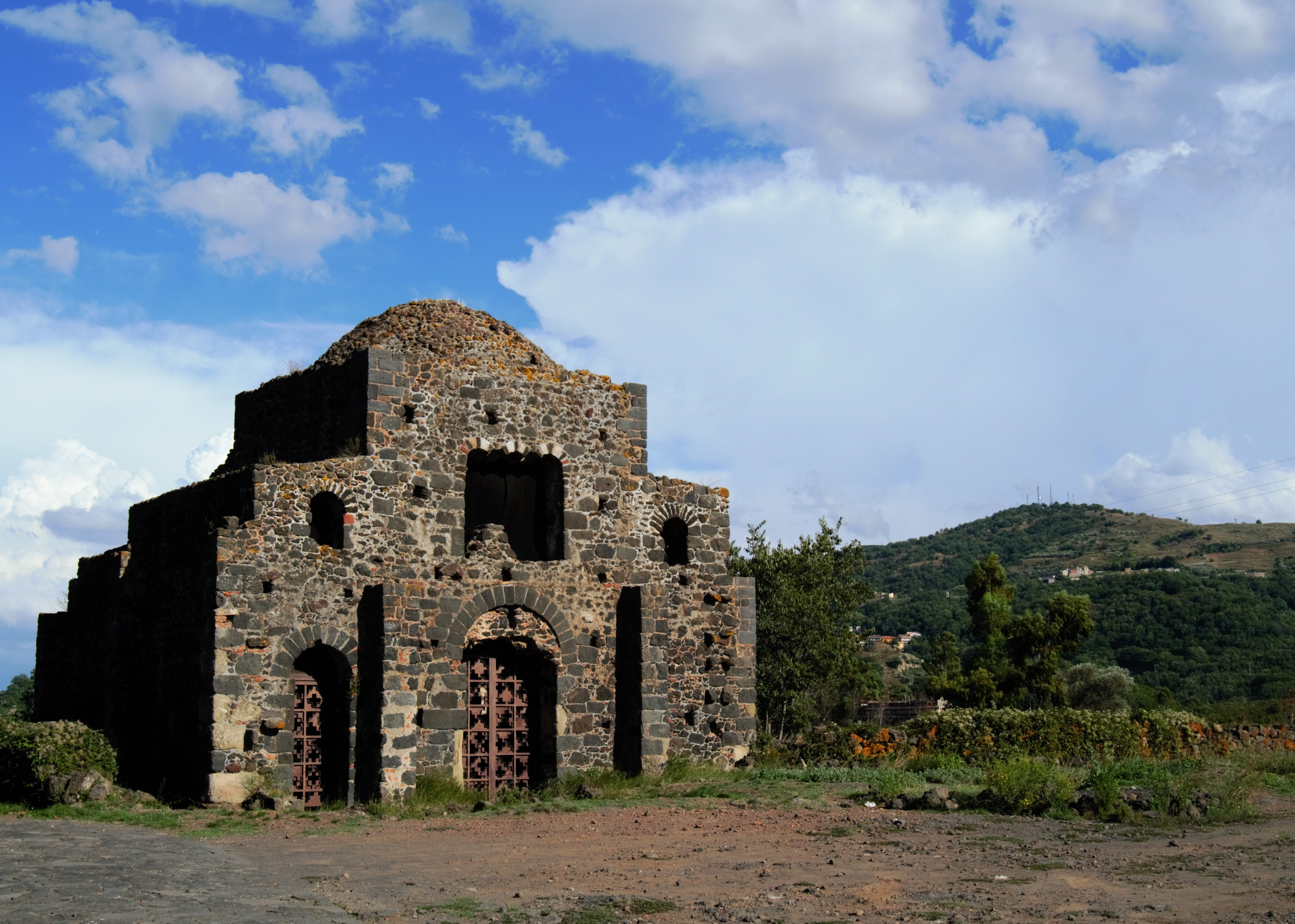
La Cuba di Santa Domenica nei pressi di Castiglione di Sicilia.

Una cuba è una cappella paleocristiana o bizantina presente in Sicilia. Edifici del genere vennero eretti da monaci basiliani a partire dal VII secolo.
Sopravvivono esempi come la cuba di Santa Domenica (nei pressi di Castiglione di Sicilia) e la cuba della Santissima Trinita di Delia a Castelvetrano.

## Contesto storico
La Sicilia è stata storicamente un crocevia fra la chiesa d'oriente e quella d'occidente e soprattutto dopo la caduta dell'impero romano e le successive invasioni barbariche quando divenne territorio dell'Impero bizantino. Nel 732 l'isola passò al patriarcato di Costantinopoli sino alla successiva occupazione musulmana della Sicilia. Diversi cenobi vennero fondati da monaci basiliani, generalmente ortodossi. Con gli arabi generalmente tolleranti furono anche i cenobi basiliani a mantenere viva la religione cristiana (specie nell'oriente dell'isola). La conquista normanna e la successiva riconversione al cristianesimo dell'isola fu inoltre agevolata dal profondo radicamento delle comunità monastiche di rito greco.

## Etimologia
La parola "cuba" ha una origine controversa ed è stata oggetto di studio. Secondo alcuni il termine deriva dal latino cupa (botte) e cupula (botticella) o dall'arabo kubba (fossa, deposito) o qubba (cupola), per altri direttamente dalla forma cubica dell'edificio. In siciliano si citano spesso le chiesette di campagna come cubole.

## Architettura
L'architettura ecclesiastica bizantina, a differenza di quella romana, dove l'altare viene posto in fondo alla navata principale a simboleggiare il passaggio tra la vita materiale terrena e la vita eterna, era rigidamente geometrica e basata su forme essenzialmente cubiche. Così le cube si presentavano a croce greca con pianta quadrata, cupola, ambiente centrale e solitamente tre absidi (a cellae trichorae o chiesa a trifoglio). L'abside posteriore aveva una apertura (spesso una bifora) sempre rivolta verso oriente affinché, secondo tradizione, durante la veglia pasquale la luce della luna piena entrando nell'edificio attraverso l'apertura desse inizio alla Pasqua. Le altre due absidi contenevano ciascuna una piccola cappella. La struttura presentava tutti gli angoli superiori smussati, così si riusciva a far apparire come un unico corpo la semisferica cupola con il geometrico cubo costituito dall'edificio.

### Cuba di Santa Domenica a Castiglione
Nei pressi di Castiglione di Sicilia si trova la cuba di Santa Domenica, forse la più importante presente in Sicilia, monumento nazionale dal 1909.
L'edificio ha dimensioni maggiori rispetto alle caratteristiche tipiche della cuba; internamente era ricco di affreschi di fattura bizantina, oggi perduti. La facciata è caratterizzata da una grande trifora e l'interno è arricchito da volte a crociera.

### Santissima Trinità di Delia a Castelvetrano

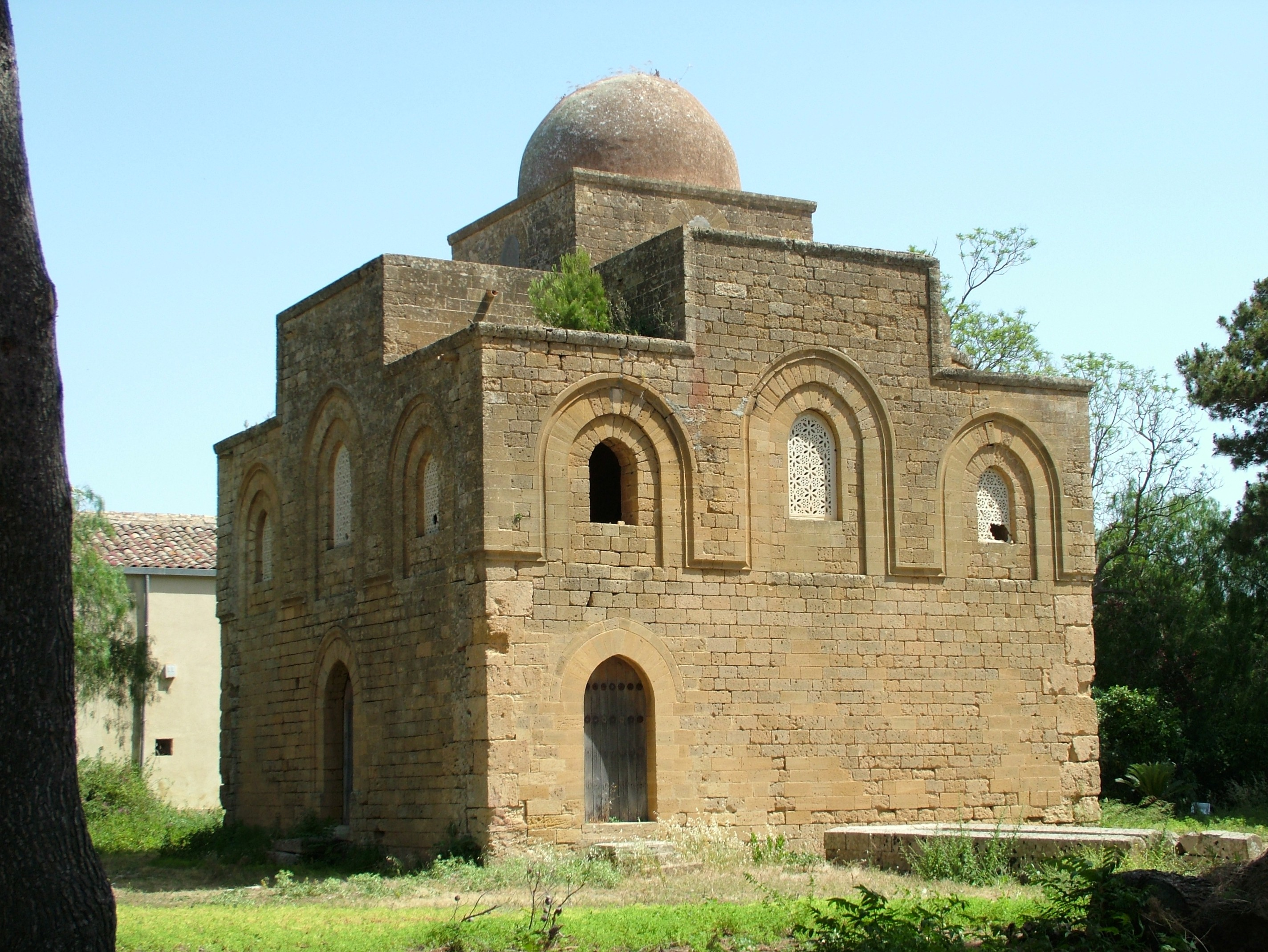
La Chiesa della SS Trinità di Castelvetrano

Nella parte occidentale dell'isola, e precisamente a Castelvetrano si trova la cuba di Delia, dedicata alla Santissima Trinità di Delia (XIII secolo).
Scoperta e valorizzata grazie al restauro dell'architetto Giuseppe Patricolo (1880) è internamente arricchita da intreccio geometrico con una serie di figure geometrico a rombi, esagoni e stelle a sei punte.
Si caratterizza all'esterno per tre absidi visibilmente pronunciati che si sviluppano sul lato orientale collegandosi idealmente alle tre porte d'ingresso della struttura. Al centro della struttura si slancia una cupola a sesto rialzato poggiata su un tamburo quadrato alleggerito da quattro finestre laterali e sostenuto a sua volta da arcate a sesto acuto che si innestano su quattro colonne di marmo cipollino e di granito rosso dotate di capitelli decorati con foglie d'acanto.

### Altre testimonianze

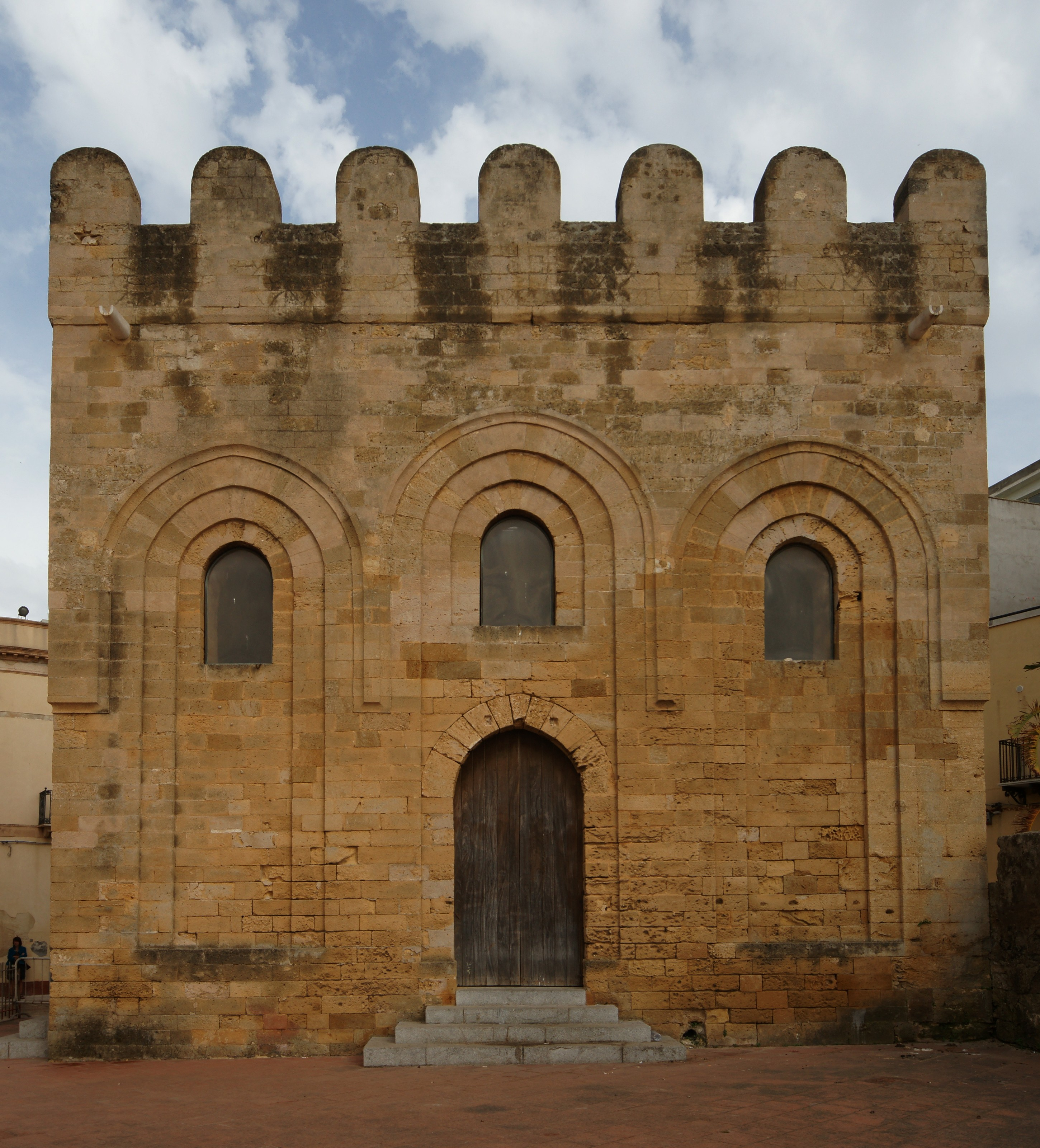
S. Nicolò Regale a Mazara

A Mazara del Vallo si trova la cuba di San Nicolò Regale, simile a quella di Delia ma posteriore.
A Malvagna si trova una cuba di piccole dimensioni e priva di ornamenti decorativi, poco distante è la Cuba di Milazzo.
Altre tracce di cube si trovano a Randazzo in contrada Imbischi – Acquafredda, in contrada Jannuzzo ed in contrada Sant'Anastasia, a Torrenova e nel siracusano. Vi sono poi i ruderi della chiesa di Santo Stefano a Dagala del Re di datazione incerta tra il VII ed il IX secolo, dove resistono tracce del nartece; anche la Cappella Bonajuto di Catania, la Trigona di Vendicari nel siracusano e a Torrenova.

### Tracce scomparse
La denominazione «Cuba» o «Cubba» riguarda decine di contrade in Sicilia. Mentre in alcuni casi è acclarato che il riferimento è a cube oramai scomparse (come a Mazzarrà Sant'Andrea, Raccuja e Centuripe in altri è dubbia o da escludere, come la contrada «Cubisia» ad Aci Catena o il Fondaco Cuba a Catenanuova. Il Palazzo della Cuba di Palermo del re Guglielmo II di Sicilia, invece, è una costruzione palermitana di età normanna (1180) il cui progetto e il cui decoro sono ricchi di elementi artistici e culturali arabo-musulmani e bizantini.
Un esempio un po' anomalo di Cuba è rintracciabile a Comiso, dove la struttura (addossata al castello del paese) è a pianta ottagonale e oggi risulta fortemente snaturata rispetto alla struttura iniziale.

## Elenco delle cube di Sicilia
- Cappella Bonajuto - Catania
- Chiesa di Santo Stefano (Dagala del Re) - Catania
- Cuba di Santa Domenica - Castiglione di Sicilia
- Chiesa della Santissima Trinità di Delia - Castelvetrano
- Fondaco Cuba - Enna
- Cuba di Malvagna - Malvagna (ME)
- Chiesa di San Nicolò Regale - Mazara del Vallo
- Cuba di Milazzo - Milazzo
- Palazzo della Cuba - Palermo
- Cuba della Trigona - Vendicari (SR)
- Cuba di Ciprigna - Vicari (PA)
- Cuba di Imbischi o dell'Acquafredda - Randazzo
- Cuba di Sant'Anastasia - Randazzo
- Cuba di Jannazzo - Randazzo